# حوزه انتخابیه قروه و دهگلان
حوزهٔ انتخاباتی قروه و دهگلان یکی از ۵ حوزه از حوزه‌های استان کردستان برای انتخابات مجلس شورای اسلامی است. این حوزه به مرکزیت قروه، ۱ نماینده دارد.

## نمایندهدوره نهم
حامد قادرمزی

## نمایندهدوره دهم
علی‌محمد مرادی

## پی‌نوشت و منبع
- «جدول حوزه‌های انتخابیه در انتخابات دهمین دورهٔ مجلس شورای اسلامی» (PDF). مرکز پژوهش و سنجش افکار صدا و سیما. بایگانی‌شده از اصلی (PDF) در ۵ اكتبر ۲۰۱۸. دریافت‌شده در ۲۴ ژوئیه ۲۰۱۶. تاریخ وارد شده در |archive-date= را بررسی کنید (کمک)